# 火武耀揚
《火武耀揚》（英語：Unbeatables）是一部於2001年上映的香港電影，由高飛擔任導演，以由樊少皇、張耀揚、張文慈、周比利、高飛主演。

## 故事大綱
本片改編自漫畫《火武耀揚》，主要講述火武和耀揚這兩兄弟的故事。

## 演員
| 演員     | 角色   | 粵語配音 | 備註 |
| 樊少皇   | 火武   |          | 全名為樊火武 耀揚之兄弟 利楚雄之手下 金羅漢之天敵                                                                         |
| 張耀揚   | 耀揚   | 高翰文   | 本片大反派 全名為樊耀揚 火武之兄弟，後反目 和將軍合作，後反目 美麗之弟，被其反目 利楚雄之手下 金羅漢之天敵 最後被將軍槍殺 |
| 張文慈   | Pinky  | 鄭麗麗   | 利楚雄之妻 和耀揚相戀 |
| 周比利   | 將軍   | 古明華   | 本片終極大反派 大毒犯 和耀揚合作，後反目 最後被火武殺死                                                                   |
| 西川孝和 | 利楚雄 | 黃志明   | 黑幫老大 耀揚、火武之老大 後追殺耀揚                                                                                      |
| 鍾淑慧   | 美麗   | 鍾淑慧   | 收銀員 耀揚、美美之姐，和耀揚反目                                                                                         |
| 陳曉淇   | 美美   | 鄭麗麗   | 大學生 美麗、耀揚之妹 |
| 高飛     | 金羅漢 | 黃志明   | 唐人街頭號大哥 火武之天敵 後被火武槍殺                                                                                    |

## 外部連結
- 香港影庫上《火武耀揚》的資料（繁體中文）